# Bimentum notatum
Bimentum notatum är en stekelart som beskrevs av Henry Keith Townes, Jr. 1971. Bimentum notatum ingår i släktet Bimentum och familjen brokparasitsteklar. Inga underarter finns listade.